# تشارلز واين داي
تشارلز واين داي (بالإنجليزية: Charles Wayne "Chuck" Day)‏ هو مغن مؤلف أمريكي، ولد في 5 أغسطس 1942، وتوفي في 10 مارس 2008 في هيلدسبورغ في الولايات المتحدة.